# Amritsar (district)
Amritsar is een district van de Indiase staat Punjab. De hoofdplaats is de gelijknamige stad Amritsar.
In 2001 telde het district 3.074.207 inwoners op een oppervlakte van 5075 km². Het zuidelijke gedeelte splitste zich in 2006 echter af en vormt sindsdien het district Tarn Taran.
Amritsar · Barnala · Bathinda · Faridkot · Fatehgarh Sahib · Fazilka · Firozpur · Gurdaspur · Hoshiarpur · Jalandhar · Kapurthala · Ludhiana · Mansa · Moga · Muktsar · Pathankot · Patiala · Rupnagar · Sahibzada Ajit Singh Nagar (Mohali) · Sangrur · Shahid Bhagat Singh Nagar · Tarn Taran